# Bisturí làser

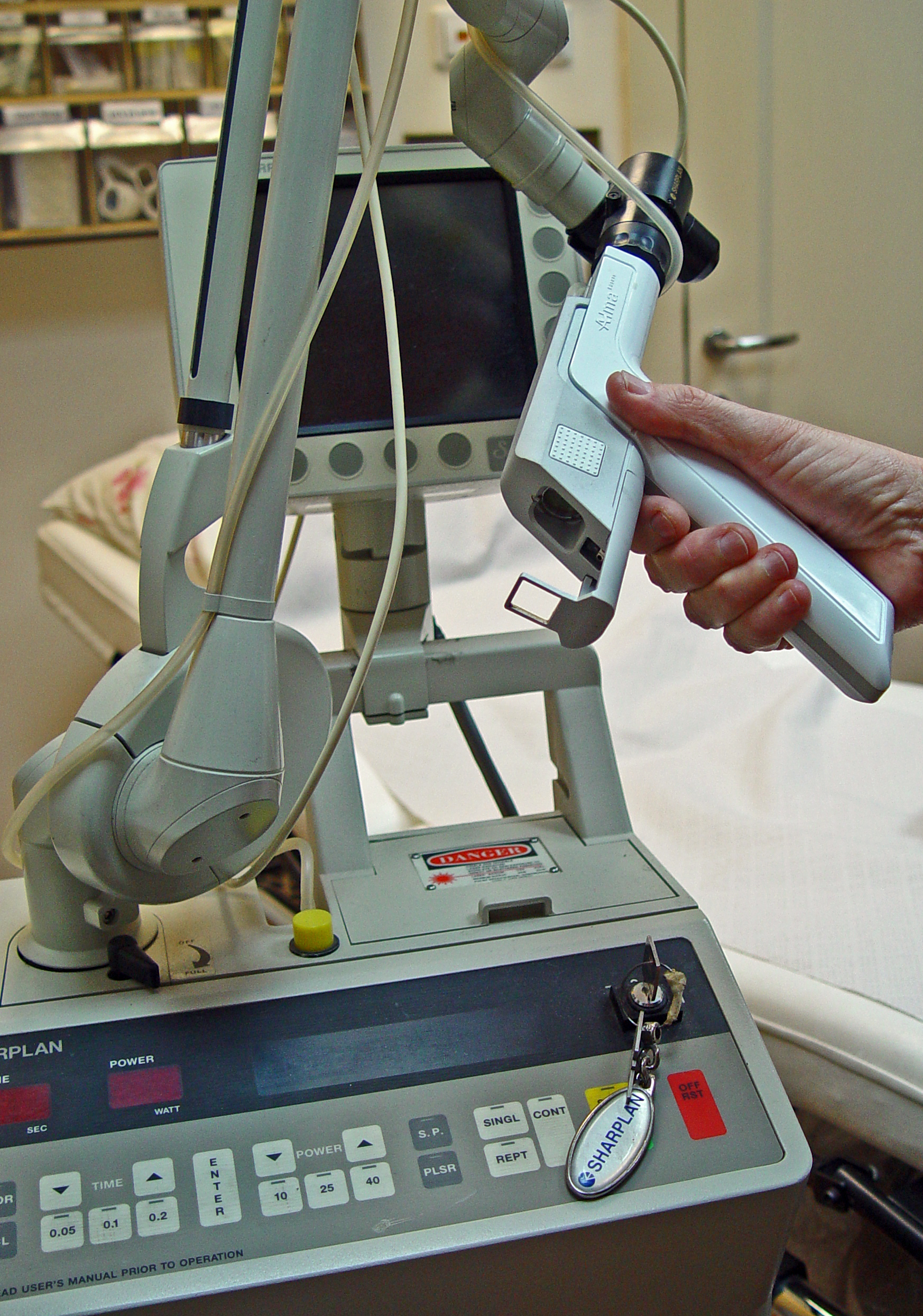
Bisturí làser de CO _{ 2 } de 40 watts per aplicacions en ORL, ginecologia, dermatologia, cirurgia oral, i podologia

Un  bisturí làser  és un escalpel usat en cirurgia, per tallar o separar teixit viu per mitjà de llum làser. En la cirurgia làser de teixits tous, un feix làser erosiona o vaporitza el teixit tou amb alt contingut en aigua.
A oftalmologia el làser d'excímer s'usa per canviar la forma de la còrnia, procediment conegut com a LASIK i LASEK.
Altres camps on l'ús del bisturí làser és comú són la circumcisió, la neurocirurgia i la cirurgia vascular. Actualment s'ha estès l'ús del YAG i el làser de diòxid de carboni en oposició a altres sistemes làser molt més cars.
Per a la investigació en el camp de la biologia cel·lular, micro-bisturís làser especials poden realitzar talls menors que una cèl·lula.